# Sara Berner
Sara Berner, nascida Lillian Ann Herdan, (Albany, 12 de janeiro de 1912 - Van Nuys, 19 de dezembro de 1969), foi uma atriz e dubladora americana. Conhecida por sua experiência em linguagem regional e caracterização, ela iniciou sua carreira no show business em vaudeville antes de se tornar atriz de voz em curtas de rádio e animação. Ela estrelou seu próprio programa de rádio, o Private Caper de Sara, e era mais conhecida como a operadora de telefonia Mabel Flapsaddle no The Jack Benny Program.
O colunista Erskine Johnson descreveu Berner em 1944 como "a voz mais famosa de Hollywood".

## Início da vida e carreira
Berner nasceu em 1912 em Albany, Nova York, ela adotou seu nome artístico combinando o primeiro nome de sua mãe (Sarah) e seu nome de solteira, Berner. Ela era a mais velha de quatro filhos, e sua família se mudou para Tulsa, Oklahoma, quando ela era adolescente. Ela ficou interessada em se apresentar depois de assistir filmes mudos e shows de vaudeville em um teatro e depois imitar cenas na frente da atendente de banheiro feminino.
Berner se apresentou em uma adaptação da Irish Rose de Abie após a formatura, e estudou teatro por dois anos na Universidade de Tulsa. Ela e sua família se mudaram para Filadélfia, Pensilvânia, onde trabalhou na loja de departamentos da Wanamaker até ser demitida por imitar um cliente. Berner organizou seu próprio programa de quinze minutos (escrito por Arthur Q. Bryan) em uma estação de rádio local depois retornou à cidade de Nova York, na esperança de seguir uma carreira no show business. Enquanto isso, ela trabalhava em uma fábrica da Broadway e estudava linguagens regionais observando o sotaque dos clientes no Brooklyn. Ela se esgueirou durante um turno para fazer um teste para a hora amadora do Major Edward Bowes e foi contratada no dia seguinte. A partir de 1937, Berner percorreu o país como parte da "unidade feminina" de Bowes com dezesseis membros de atos de vaudeville nos quatro anos seguintes, e criou caracterização para uma vendedora demitida que imitava celebridades como Mae West e Katharine Hepburn.

## Carreira

### Rádio
Após o término da turnê da Major Bowes, Berner começou a trabalhar em redes de rádio em Hollywood, com papéis recorrentes em Fibber McGee &amp; Molly e The George Burns e Gracie Allen Show. No programa Jack Benny, ela dublou partes únicas antes de ingressar no elenco principal como personagens recorrentes da namorada de Jack Benny, Gladys Zybisco, e da esperta operadora de telefonia Mabel Flapsaddle, que fofocava sobre Benny com seu grupo. Gertrude Gearshift (Bea Benaderet), enquanto Benny esperava, impaciente, do outro lado da linha, para que completassem sua ligação. Pretendidos como uma aparição única, eles começaram papéis recorrentes na temporada de 1945-46 e, no início de 1947, Berner e Benaderet assumiram momentaneamente as centrais da NBC em Hollywood para fotos publicitárias. Outro trabalho de rádio incluía a garçonete Dreamboat Mulvany na Arthur's Place; Sra. Horowitz sobre a Life with Luigi; Helen Wilson em Amos e Andy; e uma governanta italiana no Jimmy Durante Show. Ela foi escalada ao lado de Rudy Vallée em seu programa The Fleischmann's Yeast Hour; no entanto, ela processou Vallée em 1945 por US $ 19.500 em indenizações por alegações de que ele renunciou a um "acordo verbal" de que a contrataria para 39 participações em seu programa, a US $ 500 semanalmente.
Como resultado de seus sucessos de rádio, Berner recebeu sua própria série na NBC, de Sara Privada Caper, no qual ela estrelou como uma estenógrafa de um departamento de polícia que agia como uma detetive amadora para resolver crimes. Anunciado como "uma sátira às histórias de detetives particulares" que alegavam ter a voz real de Berner, o programa estreou em 15 de junho de 1950, mas foi cancelado após apenas onze semanas, com sua transmissão final em 24 de agosto. Ele havia sido prejudicado por várias mudanças de título antes de sua estreia, bem como pela confusão sobre se o programa deveria ser comercializado como mistério, comédia ou drama. Berner retornou às funções de coadjuvante, mas foi temporariamente removido do The Jack Benny Program por um período de dezoito meses entre 1954 e 1955 devido a uma disputa não revelada com Benny, e foi substituída por Shirley Mitchell como Mabel Flapsaddle nesse período.

### Animação
Berner atuou ativamente na caracterização vocal de desenhos animados, trabalhando com vários estúdios do final da década de 1930 até a década de 1940. Ela foi inicialmente utilizada por suas imitações de atrizes de cinema de Hollywood, como Katharine Hepburn, Greta Garbo, Bette Davis, Joan Crawford e Martha Raye. Isso a levou a ser escalada em curtas de celebridades como Mother Goose Goes Hollywood, da Disney (1938) e The Autograph Hound (1939); Hollywood Bowl da Walter Lantz Productions (1938); e Warner Bros. Hollywood Steps Out (1941).
Sua imitação de Hepburn levou a ser contratado por Lantz como a voz de estreia de Andy Panda, atuando apenas duas vezes, na Life Begins for Andy Panda (1939) e Knock Knock (1940). Berner concentrou-se em expressar os animais a partir de então com seu trabalho para a Warner Bros. (onde substituiu Bernice Hansen), desde Mama Buzzard em Bugs Bunny Gets the Boid (1942) e The Bashful Buzzard (1945); a  A. Flea no curta An Itch in Time (1943); e como parte de um conjunto de vozes em Book Revue (1946). Para a MGM, Berner retratou personagens secundários nos shorts Tom e Jerry, Baby Puss e The Zoot Cat (ambos em 1943), e The Mouse Comes to Dinner (1945). No filme de ação ao vivo da MGM, Anchors Aweigh (1945), ela dublou o silencioso Jerry Mouse para a sequência de dança animada com a estrela Gene Kelly.
Em agosto de 1953, Berner deu a voz de estreia de outro personagem de Walter Lantz, o pinguim antropomórfico Chilly Willy. Embora ela tenha recebido créditos na tela por seu trabalho, seus deveres consistiam apenas em cantar o tema de abertura do desenho animado, já que o próprio personagem ficou mudo até sua voz ser desenvolvida por Daws Butler na década de 1960.

### Filme
Berner filmou papéis coadjuvantes em filmes de 1942 a 1957, incluindo a dublagem de um camelo chamado Mabel em Road to Morocco (1942). Durante a produção, o diretor de elenco do filme a apresentou ao executivo da Paramount Pictures, Buddy DeSylva, como "Sra. Camelo" em vez de seu nome real. DeSylva, que teve que aprovar sua voz para o personagem, dirigiu-se a Berner pelo título a seguir, que ela desprezava. Em Rear Window, de Alfred Hitchcock (1954), ela e Frank Cady interpretaram um casal que morava em um complexo de apartamentos em Greenwich Village, compartilhado pelo personagem principal temporariamente imóvel do filme (interpretado por James Stewart).
Além de interpretar Mabel Flapsaddle em três episódios do programa Jack Benny, Berner apareceu na televisão, principalmente em programas de variedades e antologia série até os anos 1950, e foi a convidada de honra em 10 de dezembro de 1952, no episódio do reality show de Ralph Edwards  This is Your Life. No entanto, ela trabalhou pouco na década de 1960, além de se apresentar no Grammy Awards de 1961 em um papel de alívio cômico ao lado de Mort Sahl, e aparecer como convidada no talk show diurno de Gypsy Rose Lee em novembro de 1966. Seu último papel como atriz foi em um episódio da CBS Playhouse que foi ao ar em 29 de janeiro de 1967.

## Vida pessoal e morte
Em novembro de 1950, Berner foi fotografada do lado de fora de uma unidade móvel de raios-X como parte de uma campanha de conscientização da Fundação de Pesquisa de Raios-X do Condado de Los Angeles, que incentivou exames para ajudar a combater a propagação da tuberculose. Ela aderiu ao judaísmo e foi uma democrata que apoiou a campanha de Adlai Stevenson durante as eleições presidenciais de 1952.
Berner se casou com seu agente teatral, Milton Rosner, em Las Vegas, Nevada, em 11 de agosto de 1951, e eles tiveram uma filha, Eugenie, que adotaram dois anos depois, aos oito meses de idade. Rosner continuou sendo a agente de Berner, apesar da separação em 1954, mas ela pediu o divórcio em maio de 1958, citando crueldade verbal "extrema". Embora ela tenha recebido a custódia de sua filha, Berner foi presa em dezembro de 1959 por uma acusação de contravenção de risco de criança.
Berner morreu aos 57 anos em 19 de dezembro de 1969 e foi enterrada no cemitério Mount Sinai Memorial Park em Los Angeles, mas sua morte não foi tornada pública até que sua família colocou um memorial no Van Nuys News em novembro de 1970. Ela estava se recuperando de uma grande cirurgia em uma casa de convalescença de Culver City dois meses antes de sua morte. Os bens pessoais de Berner foram vendidos em leilão em Van Nuys em novembro de 1971.

## Estilo de atuação e recepção
A gama de sotaques de Berner incluía francês, espanhol, italiano, sul-americano e inglês de Nova York, que ela aprendeu interagindo com pessoas que falavam com sotaque assim. Seu trabalho de voz no rádio ganhou atenção indesejada depois que um colunista o descreveu como "estar de mau gosto". Isso, por sua vez, levou os produtores de rádio a ordenar que ela não usasse sotaques estrangeiros para rir, uma decisão que Berner derrubou: "Eu sei que não ofendi ninguém, porque em todos os anos que venho fazendo [sotaques] eu nunca, nem uma vez, recebi uma carta desagradável". Eddie Cantor, com quem Berner trabalhou pela primeira vez no início da década de 1930 no The Chase and Sanborn Hour, considerou-a como "a maior imitadora de sotaque de todos os tempos". A jornalista Kay Gardella observou em 1953 que entrevistar Berner era "uma façanha hercúlea" e "como tentar entrevistar um trapezista enquanto ele está se apresentando" devido à mudança de Berner para vários sotaques.
Berner era um artista sob demanda para militares americanos durante a Segunda Guerra Mundial, realizando mais de 300 apresentações nas bases do Exército, além de 84 participações na Cantina de Hollywood e uma na Saratoga em 1944.

## Filmografia selecionada

### Curtas

#### Warner Bros.
- She Was an Acrobat's Daughter (1937) (voz)
- Confederate Honey (1940) (voz)
- The Hardship of Miles Standish (1940) (vozes)
- The Henpecked Duck (1941) (voz)
- The Daffy Duckaroo (1942) (voz)
- The Hep Cat (1942) (voz)
- Bugs Bunny Gets the Boid (1942) (voz)
- An Itch in Time (1943) (voz)
- Goldilocks and the Jivin' Bears (1944) (vozes)
- The Bashful Buzzard (1945) (voz)
- Book Revue (1946) (vozes)
- Baby Bottleneck (1946) (voz)
- Bacall to Arms (1946) (voz)
- Hare Splitter (1948) (voz)
- A Kiddie's Kitty (1955) (voz)

#### MGM
- Baby Puss (1943) (vozes)
- Red Hot Riding Hood (1943) (vozes)
- The Zoot Cat (1944) (voz)
- Swing Shift Cinderella (1945) (voz)
- The Mouse Comes to Dinner (1945) (voz)
- King-Size Canary (1947) (voz)

#### Walter Lantz Productions
- Life Begins for Andy Panda (1939) (voz)
- Knock Knock (1940) (voz)
- Chilly Willy (1953) (voz, apenas tema de abertura)

#### Walt Disney Productions
- Mother Goose Goes Hollywood (1938) (vozes)
- The Autograph Hound (1939) (vozes)

### Rádio
- Fibber McGee and Molly (1939)
- The George Burns and Gracie Allen Show (1940-1949)
- The Jack Benny Program (1940-1955)
- Command Performance (1942-1948)
- Lux Radio Theatre (1942-1948)
- The Red Skelton Program (1944-1949)
- Cavalcade of America (1944)
- The Rudy Vallee Show (1945-1946)
- The Baby Snooks Show (1946)
- The Eddie Cantor Pabst Blue Ribbon Show (1947-1948)
- Sara's Private Caper (1950)
- Life with Luigi (1950-1952)
- The Amos 'n' Andy Show (1950-1955)
- The Jimmy Durante Show

| Ano  | Título                  | Função                             | Notas             |
| ---- | ----------------------- | ---------------------------------- | ----------------- |
| 1942 | A Sedução de Marrocos   | Mabel, o camelo                    | Voz, sem créditos |
| 1943 | Lucky Jordan            | Helen                              | Não creditado     |
| 1945 | Anchors Aweigh          | Jerry Mouse                        | Voz, sem créditos |
| 1945 | The Sailor Takes a Wife | Menina do elevador                 | Não creditado     |
| 1947 | Wife Wanted             | Agnes                              |                   |
| 1947 | Backlash                | Dorothy, a empregada               |                   |
| 1948 | The Gay Intruders       | Ethel                              |                   |
| 1949 | City Across the River   | Selma                              |                   |
| 1949 | The Story of Molly X    | Amy                                |                   |
| 1952 | Carrie                  | Sra. Oransky                       |                   |
| 1954 | Rear Window             | Esposa vivendo acima dos Thorwalds |                   |
| 1955 | The Naked Street        | Millie Swadke                      |                   |
| 1957 | Spring Reunion          | Paula Kratz                        |                   |

### Televisão
| Ano             | Título                 | Função                            | Notas                                     |
| --------------- | ---------------------- | --------------------------------- | ----------------------------------------- |
| 1949            | Oboler Comedy Theatre  | Desconhecido                      | Episódio: "Avestruz na cama"              |
| 1952-1953, 1955 | The Jack Benny Program | Mabel Flapsaddle Sara Slim-Finger | 3 episódios 1 episódio                    |
| 1952            | This is Your Life      | Ela mesma                         | 1 episódio; convidado de honra            |
| 1953            | Four Star Revue        | Atriz cômica convidada            |                                           |
| 1955            | The Red Skelton Show   | Mulher                            | Episódio: "O Policial e o Hino"           |
| 1959            | Hour of Stars          | Comprador de mulher               | Episódio: "O Milagre na Rua 34"           |
| 1959            | Border Patrol          | Senhoria                          | Episódio: "De uma maneira mortal"         |
| 1959            | Playhouse 90           | Recepcionista                     | Episódio: "Um Casamento de Estranhos"     |
| 1967            | CBS Playhouse          | Shuffler Woman                    | Episódio: "A Guerra Final de Olly Winter" |